# Zygorhynchus moelleri
Zygorhynchus moelleri är en svampart som beskrevs av Vuill. 1903. Zygorhynchus moelleri ingår i släktet Zygorhynchus och familjen Mucoraceae.   Inga underarter finns listade i Catalogue of Life.